# Клозелинац (Долина Аосте)
Клозелинац је насеље у Италији у округу Долина Аосте, региону Долина Аосте.
Према процени из 2011. у насељу је живело 121 становника. Насеље се налази на надморској висини од 775 м.